# Robin Widdows

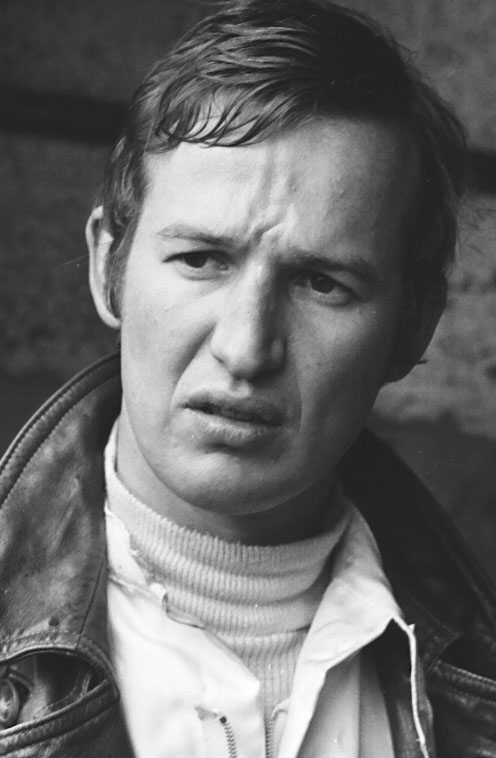
Robin Widdows

Robin Widdows (Cowley, Middlesex, 27 mei 1942) is een voormalig Bobsleeër en autocoureur uit Groot-Brittannië. Hij kwam uit op zowel de Olympische Winterspelen als in de Formule 1.
Widdows was aanvankelijk alleen bobsleeër en nam namens Groot-Brittannië deel aan de Winterspelen van 1964 in Innsbruck met de viermansbob waar ze de dertiende positie bereikten. Een jaar later zette zijn team een recordtijd neer op de Cresta Run. In 1964 was Widdows ook serieus begonnen met autoracen en in 1966 kwam hij uit in de Britse Formule 3, waar hij enkele overwinningen behaalde. In de jaren erop reed hij Formule 2 en Formule 3 en in de sportwagenklassen.
Tijdens de Winterspelen van 1968 was Widdows weer actief met de Britse viermansbob, ze werden achtste. Datzelfde jaar reed hij ook zijn enige Formule 1-race op Brands Hatch tijdens de Britse Grand Prix met een Cooper-BRM. Hij moest opgeven met ontstekingsproblemen.
In de volgende jaren was hij actief in verschillende raceklassen tot hij onverwacht stopte. In de jaren negentig keerde hij terug in de Formule 1-wereld als vertegenwoordiger van champagnemerk Moët et Chandon.